# Тик Так Тоу (група)
Тик Так Тоу (на английски: Tic Tac Toe, в превод Хикс и о) е немска женска поп група, която използва хип-хоп елементи в своите песни. Те са продали повече от 3 милиона копия на своите албуми. Групата е основана през 1995, а свои хит албум издават през 1996. Вторият им албум, Klappe Die 2te, излиза на следващата година. След успешни първи години, групата се разделя поради лични проблеми. Tic Tac Toe се опитват да се завърнат на сцената като издават албум The Best of Tic Tac Toe (Най-доброто от Tic Tac Toe) през 2006, който включва сингъла, създаден през 2005, Spiegel (Огледало). След малки продажби, звукозаписната им компания спира албумът от пазара през 2007.

## История
Групата Tic Tac Toe е замислена от Клаудия Волфром  и включва в състава си три млади жени Джази, Лий и Рики, които са от индустриалната зона долината Руур. Според тяхната звукозаписна компания Tic Tac Toe е образувана през 1995, когато трите момичета се срещат на хип-хоп фестивал. Въпреки всичко, както и много други детайли от биографиите им се оказват променени, трябва да се внимава с такава информация, защото компанията така и не споменава къде и кога се е случил този фестивал.
Първият им сингъл е Ich Find' Dich Scheiße (Смятам, че си боклук). Успехът им продължава с дебютния им албум, излязал през 1996, Tic Tac Toe, който става платинен, а в него се съдържат и два сингъла Funky и Leck Mich am A, B, Zeh, които достигат топ 20 в класациите. Това е последвано от сингъла Verpiss' Dich (Махай се), който става номер едно и достига платинен статут. В същата година Tic Tac Toe печели награда VIVA Comet.
През 1997 излиза и вторият им платинен албум, Klappe die 2te, който включвай най-големият им хит Warum? (Защо?), който остава номер едно в класациите за цели 7 седмици. Други сингли от този албум са Mr. Wichtig и Ich wär' so gern so blöd wie du. Те получават внимание и заради своята песен Bitte küss mich nicht (Моля те, не ме целувай), в която се говори за сексуалното насилие над деца. Тези два албума носят на Tic Tac Toe почти 3 милиона продадени копия.
Въпреки професионалния им успех, членовете преживяват сътресения в своя личен живот. Поради желанието на звукозаписната им компания, и трите членки се представят за 18-годишни, за да се харесат на младите слушатели. Скоро обаче се разкрива, че Лий не само е по-възрастна, но и женена.
Този факт идва на светло, когато съпруг]ът ѝ се самоубива докато групата е на турне. След една седмица се разкрива и че тя е работила като проститутка за две седмици, за да може да поддържа нуждите си от наркотици. След тези разкрития групата губи доверието на публиката и особено след изказванията на звукозаписната компания, че те са просто като „искрени съседски момичета“. Рики напуска групата през 1997 след публичен спор. Нейна заместничка е Сара Брамс, която допринася за още няколко хита (първият излиза със следните изпълнители: Sara @ Tic Tac Two). Между последвалото западане и хладните отзиви за третия им албум, Ist der Ruf erst ruiniert, групата слиза от сцената.
През 2004 Джази се опитва да направи соло кариера, появявайки се в The Comeback Show (Шоу „Завръщането“), но е елиминирана в първия кръг.
През 2005 групата се връща на сцената със своите първоначални три члена и през 2005 те създават сингъла, наречен Spiegel, който стига до номер 7 в класациите. През февруари 2006 триото успява да пусне албума Comeback на пазара, който е първият им албум след 5 години отсъствие. Успехът на албума обаче, не може да се сравнява с предишните им продажби. Достига единствено до 25 място в класациите за албуми. След това обявеното им турне се намалява от звукозаписната им компания от десет места за концерти до само три. През май излиза и втори сингъл от албума Comeback, но този път не е толкова успешен, достигайки едва до 103 място. Третото и вероятно последното разпадане на групата е обявено на 31 януари 2007.

## Дискография

### Албуми
- Tic Tac Toe (1996)
- Klappe die 2te (1997)
- Ist der Ruf erst ruiniert (2000)
- The Best Of (2006)
- Comeback (2006)

### Сингли
- Ich find' dich scheiße (1995)
- Funky (1996)
- Leck mich am A, B, Zeh (1996)
- Verpiss' Dich (1996)
- Warum? (1997)
- Mr. Wichtig (1997)
- Ich Wär' so Gern so Blöd wie Du (1997)
- Bitte Küss Mich Nicht (1997)
- Nie wieder (1999) Сара и Tic Tac Two
- Ist der Ruf erst ruiniert (2000)
- Isch liebe disch (2000)
- Morgen ist heute schon gestern (2000)
- Spiegel (2005)
- Keine Ahnung (2006)

## Видеоклипове
| Видеоклип                       | Премиера | Албум                     |
| ------------------------------- | -------- | ------------------------- |
| Ich find' dich scheiße          | 1995     | Tic Tac Toe               |
| Funky                           | 1996     | Tic Tac Toe               |
| Leck mich am A, B, Zeh          | 1996     | Tic Tac Toe               |
| Verpiss' dich                   | 1996     | Tic Tac Toe               |
| Warum?                          | 1997     | Klappe die 2te            |
| Mr. Wichtig                     | 1997     | Klappe die 2te            |
| Ich wär' so gern so blöd wie du | 1997     | Klappe die 2te            |
| Bitte küss' mich nicht          | 1997     | Klappe die 2te            |
| Nie wieder                      | 1999     | -                         |
| Ist der Ruf erst ruiniert       | 2000     | Ist der Ruf erst ruiniert |
| Isch liebe disch                | 2000     | Ist der Ruf erst ruiniert |
| Morgen ist heute schon gestern  | 2000     | Ist der Ruf erst ruiniert |
| Spiegel                         | 2005     | Comeback                  |
| Keine Ahnung                    | 2006     | Comeback                  |